# Alois Budík

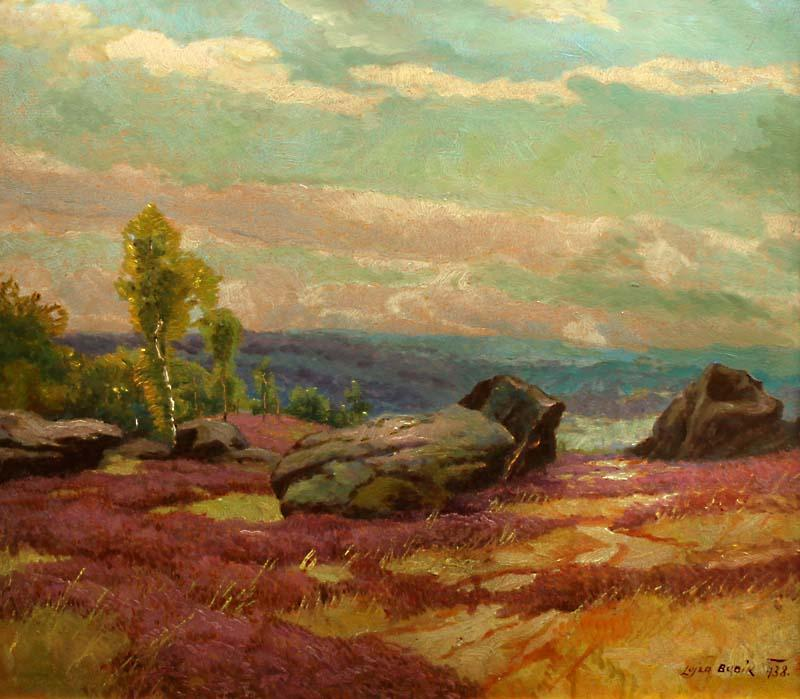
Alois Budík: U jezera

Alois Budík (8. června 1888 Bučovice – 4. prosince 1945 Třebíč, používal jméno Lojza Budík) byl český malíř.

## Biografie
Alois Budík se narodil v Bučovicích v roce 1888, jeho otcem byl civilní inženýr, vystudoval měšťanskou školu ve Slavkově u Brna, následně pak gymnázium a nastoupil na Akademii výtvarných umění v Praze. Během studia akademie mu zemřel otec a on tak nemohl školu dokončit. Věnoval se však nadále malířství a v roce 1917 poprvé uspořádal výstavu (ve spolupráci s Bohumírem Jaroňkem). Posléze začal cestovat a na rok odjel do Ruska.
V roce 1918 se vrátil do Československa, v roce 1923 odešel do Znojma, kde se nadále věnoval malířství. Postupně ve Znojmě vystavoval v roce 1924, 1925 a 1927, tam také založil Sdružení umělců jihomoravského a západomoravského kraje, členy sdružení byli např. Roman Havelka, Otakar Průcha, Rudolf Uherek nebo Oskar Dvorschak. Ve Znojmě působil až do roku 1938, kdy byl donucen Znojmo opustit a odešel do Třebíče a usadil se nedaleko rybníka Kuchyňka. Již v roce 1940 uspořádal první výstavu svých děl v Třebíči, ale v té době se u něj začala projevovat duševní porucha, od roku 1944 mu bylo zakázáno vystavovat a on se tak dostal do finanční nouze a v prosinci roku 1945 spáchal sebevraždu.